# 奥基尼
奥基尼（法語：Hocquigny，法語發音：[ɔkiɲi]）是法国芒什省的一个市镇，属于阿夫朗什区。

## 地理
奥基尼（48°48'49"N, 1°24'20"W）面积3.05 平方千米，位于法国诺曼底大区芒什省，该省份为法国西北部沿海省份，西、北、东北三面环大西洋，东起顺时针与卡爾瓦多斯省、奧恩省、马耶讷省和伊勒-维莱讷省接壤。
与奥基尼接壤的市镇（或旧市镇、城区）包括：福利尼、埃基伊、拉艾佩内勒、拉吕塞尔讷-杜特勒梅尔。

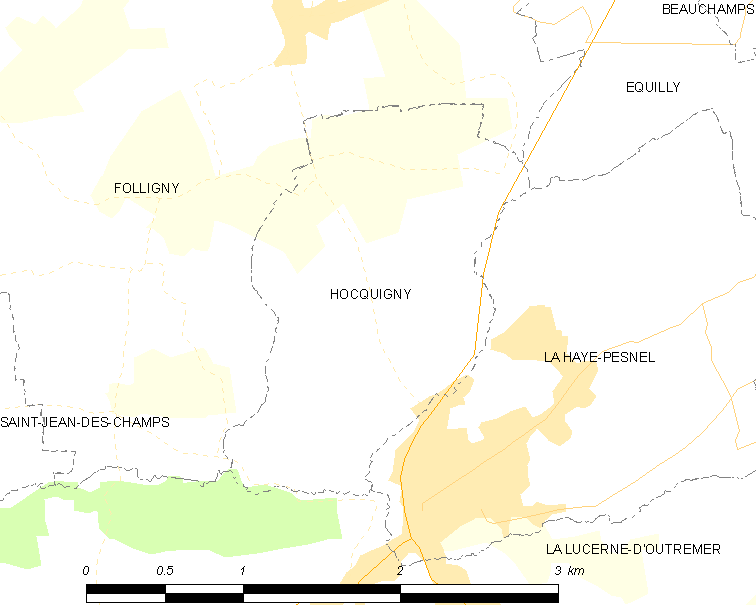
奥基尼的OSM定位图

奥基尼的时区为UTC+01:00、UTC+02:00（夏令时）。

## 行政
奥基尼的邮政编码为50320，INSEE市镇编码为50247。

## 政治
奥基尼所属的省级选区为布雷阿勒县。

## 人口

1962-2008年间奥基尼人口变化图示

奥基尼于2022年1月1日时的人口数量为194人。